# Sulat
Sulat est une localité de la province du Samar oriental, aux Philippines. En 2015, elle compte 15 377 habitants.